# V401T
V401Tは、東芝が製造し、ボーダフォン日本法人(現在のソフトバンクモバイル）が販売していたPDC通信方式の携帯電話端末である。

## 特徴
東芝製携帯電話ではじめて、アナログテレビチューナーを搭載し録画も可能である。また、FMラジオも聴くことができる。ただし、外部メモリー、赤外線通信には対応していない。くーまん機能も搭載している。形状、大きさはJ-T010とほとんど同じである。

## 付属品
- 電池パック
- 急速充電器
- 卓上ホルダー
- TVアンテナ付きステレオイヤホンマイク